# Carlos Galli Mainini
Carlos Galli Mainini (Buenos Aires, 1914 - Buenos Aires, 16 de octubre de 1961) fue un médico y endocrinólogo argentino.

## Biografía
En 1937 se graduó de médico en la Facultad de Medicina de la Universidad de Buenos Aires, especializándose en Endocrinología. Un año después viajó a Italia, donde trabajó en el Servicio de Clínica Médica del Reggio Policlínico de Roma. Viajó luego a Estados Unidos becado por la Universidad de Harvard. De regreso en Argentina, fue investigador del Instituto de Biología y Medicina Experimental dirigido por el doctor Bernardo Houssay (Premio Nobel de Fisiología y Medicina en 1947). En 1952 fue designado Jefe de Clínica Médica del Hospital de Lanús, cargo que ocupó por un corto tiempo. Publicó numerosos trabajos en revistas científicas nacionales y extranjeras. El trabajo que le valió el reconocimiento mundial fue su método de detección biológica precoz de embarazos, conocido como Reacción de Galli Mainini o Test de la rana, documentado en la monografía de 142 páginas titulada El diagnóstico del Embarazo con Batracios Machos con prólogo del Premio Nobel de Fisiología y Medicina Bernardo Houssay. Falleció el 16 de octubre de 1961, supuestamente en la ciudad de Buenos Aires. Sus restos descansan en el cementerio municipal de Florencio Varela, en donde tuvo una quinta. La calle principal del hospital Mi Pueblo de dicho municipio lleva su nombre.